# Arboledas
Arboledas è un comune della Colombia facente parte del dipartimento di Norte de Santander.
L'abitato venne fondato da Francisco Fernandez de Cáceres nel 1756, mentre l'istituzione del comune è del 1835.